# Сухој Су-57
Сухој Су-57 (ПАК ФА) (рус. Перспективный авиационный комплекс фронтовой авиации), под радном пројектном и заводском ознаком Т-50, је програм руског ловца пете генерације.
Су-57 је веома иновативан ловац пројектован по посве новим ТТЗ-ма ( тактичко-техничким захтевима ) усаглашеним пред Командом руског РВ-а ( ВВС )  маја 2001.г .То је вишенаменски супер-маневарски ,супер-крстарећи и стелтни ловац развијен да замени совјетске ловце 4те технолошке генерације МиГ-29 и Су-27.Настао је на бази практичних искустава стечених током оперативне употребе тих ловаца.Полазне основе за развој овог посве новог ловца се тичу 3 главна услова који почињу словом С а то су:супер-крстарење,супер-маневрибилност и  супер-прикривеност или стелтност тј знатно смањена уочљивост у радарском и топлотном тј ИЦ -дијапазону ЕМ-зрачења .
Супер-крстарење као способност да се дуготрајно крстари и патролира на борбеном задатку, на радном режиму погонске групе  'Максимал' ,дакле без кориштења форсажне коморе за пробијање звучног зида и наставак лета у области надзвучних брзина .
Супер-маневрибилност као способност да ловац буде управљив и  посве аеродинамички стабилан у свим летним и летно-маневарским режимима и по свим летним параметрима без ограничења по нападном углу у области дозвучних брзина те са одређеним ограничењима по нападном углу у области надзвучних брзина .
Супер-прикривеност у радарском и топлотном дијапазону ЕМ -спектра као способност да ловац приђе заданом објекту борбеног дејства тј циљу било ваздушном или површинском (на копну или мору), уз мању вероватноћу његовог откривања и упозорења противника на могућа против-дејства.Ово подразумева знатно смањење радарске и топлотне уочљивости .
Су-57 је данас један од 4 серијска и оперативна ловачка борбена авиона 5. технолошке генерације у свету поред кинеског Ј-20А, те америчких Ф-22А и Ф-35.

## Историјат
У време велике затегнутости, у односима, између суперсила и два супротстављена војна савеза, 1979. године РВ  Совјетског Савеза  познато као ВВС ,формулише тактичко–техничке захтеве за свој нови вишенаменски ловачки борбени авион тада нове 5те технолошке генерације а који је у догледно време требало да замени ловце 4те технолошке генерације  МиГ-29 и Су-27.  Програм развоја новог ловца је носио назив МФИ  (вишенаменски ловац) а на основу нових ТТ- захтева , ОКБ Микојан је конципирао свој предлог назван  МиГ 1.44, а Сухој свој С-37,  касније 90тих познат као  Су-47. Са распадом Совјетског Савеза, а последично и са привредним падом су престали постојати неопходни услови за наставак рада на овом програму. Руска Федерација је програм замрзла, због немогућности финансирања.
Остварени резултати кроз програме Микојана МиГ 1.44 и Сухоја С-47 су сједињени 2002. године и настављен је рад на јединственом пројекту, под одговорношћу фирме Сухој. Потпредседник владе Русије, Сергеј Иванов је у своме интервјуу дао основне информације о програму руског новог ловца. О програму ПАК ФА су светску и домаћу јавност повремено обавештавали и остали руски званичници. Главни конструктор посве новог руског ловца 5те технолошке генерације је био Александр Николајевич Давиденко . Коначно је његов први прототип, успешно први пут полетео 29. јануара 2010. године.

Руски Председник владе Владимир Путин је поздравио први лет авиона ПАК ФА и изјавио је:
| „ | То је велики корак напред, али много тога још остаје да се уради у домену мотора и наоружања. | ” |

Руски председник Владимир Путин најавио је у мају 2019. године да ће руско РВ до краја 2027 године набавити укупно 78 нових ловаца типа Су-57. Серијска производња истих у КнААЗ почела је у јуну 2019. године.
Везано за историјат развоја ,земаљских и летних испитивања те почетка серијске производње и оперативне употребе овог ловца ,то се може поделити у 3 временска периода тј 3 деценије.Период 2000-2010 је био период развоја,усаглашавања нових ТТЗ по потребама које су долазиле од Команде руског РВ-а ,конструисања и израде прототипова.Период 2010-2020 је био период земаљских и летних испитивања укупно 13 прототива. Период 2020-2030 јесте и биће период серијске производње и оперативне употребе Су-57 у оперативним јединицама ВКС и његовог званичног пријема у наоружање ВКС .

## Развој
Предходно је поменуто да је програм развоја новог вишенаменског ловца 5те генарације покренут маја 2001 а имао је кодну ознаку И-21 (Ловац-21 тј ловачки авион 21ог века ).Пројектна документација је рађена у другој половини 2001 и првој половини 2002г . Током 2008 изабрани произвођач КнААЗ (Комсомољск на Амуру- Авијациони Завод) званично означава нови ловачки борбени авион својом заводском ознаком Т-50 која је уствари била до тада радна-пројектна ознака Сухоја .Главни конструктор новог ловца Т-50 у то време је био Александр Николајевич Давиденко.Укључени су сви значајнији кадровски,лабораторијски и производни ресурси на реализацији развоја авиона, његовог погона,опреме и наоружања.Почетак прототипског развоја је означио главно-командујући руског војног ваздухопловства генерал-пуковник Александар Зелин 8. септембра 2007. године.Одлучено је да се развију и реализују три прототипа авиона ПАК ФА. Време је показало да је њих било много више. Пробни пилоти Сухоја који су летели на прототиповима су били Сергеј Богдан,Тарас Арцебарски,Јуриј Вашчук,Роман Кондратјев ,Сергеј Костин,Сергеј Черњишев,Андреј Шендрик ,Игор Кругликов ,Рафаељ Сулејманов.Пробни пилоти КнААЗ су били Сергеј Горшков,Сергеј Нестеренко, Александр Пуљенко и Павел Тараканов. У саставу 929 ГЛИЦ МО РФ у АБ Ахтубинск први је на Су-57 летео начелник тог чувеног центра генерал Радик Баријев. Пробни пилоти Сухоја су Су-57 прозвали надимком 'Палтињик' (од броја 50 тј заводске ознаке Т-50 ).

### Први лет
Више пута су високи руски званичници најављивали први лет прототипа авиона ПАК ФА. То се није десило, што је сасвим нормална појава у прототипском развоју. Први лет првог прототипа (51) авиона ПАК ФА је коначно реализован, у трајању од 45 минута, изнад фабричког аеродрома, у граду Комсомољск на Амуру, на Далеком истоку, 29. јануара 2010. године.Према расположивим информацијама лет је успешно реализован, са повољном првом оценом пробног пилота Сергеј Богдана.У наредном периоду се очекују летови у функцији даљих испитивања, као и полетање остала два прототипа. Други прототип са бројем 52, полетео је у марту месецу 2011. године, док је трећи летни прототип са бројем 53 полетео у новембру исте године. Први лет четвртог летног прототипа је забележен 12. децембра 2012. године.
Први надзвучни лет је направио, постигавши брзину од 1224 km/час.Његови творци гарантују да ће постизати брзине веће од 2000 km/час .

### Испитивање у лету
- Други лет, изведен је исто у Комсомолску-на-Амуру, 12. фебруара, 2010. године.[16]
- Трећи лет, успешно је изведен 15. фебруара 2010. године, такође на истом аеродрому.[17]
- Испитивања у лету су обустављена до средине марта, због модификација, након чега су направљена још 4 лета, затим је авион послат у Институт Жуковски на испитивања. Директор компаније Сухој Михаил Погосиан је изјавио да су већ током првих летова проверени равнотежни углови командних површина, а нападни угао је остварен од 27° - док за време испитивања Су-27, исти је летео на максималном нападном углу тек после неколико месеци од првог лета.[18]
- ПАК-ФА је до 6. априла, 2010. године, извршио је шест пробних летова, сви су били успешни. Како се наводи у војно-индустријском комплексу, авион ПАК-ФА не захтева дугорочна побољшања и модификације.[19]
- Транспортним војним авионом, Руског ратног ваздухопловства Ан-124 руслан, 8. априла 2010. године, први прототип ПАК ФА је пребачен са аеродрома Комсомолск-на-Амуру на аеродром Института Жуковски, за свеобухватна испитивања, која су отворена са дотадашљим резултатима.[20]МАКС-2013, авион ПАК ФА на приказу у лету..
- У Жуковски је отпочета главна фаза испитивања у лету 29. априлу 2010. године. Седми лет, а први на главном програму испитивања, новог руског ловца је успешно реализован. Пробни лет је трајао 40 минута, са пилотом Сергејом Богданом.[21]
- На међународној изложби индустрије хеликоптера Helli Russia 2010. године, која је одржана у Москви, заменик команданта ваздухопловних снага за наоружање генерал-мајор Олег Бармине за Интерфакс-АВН, изјавио је 23. маја 2010. „да испитивања авиона ПАК ФА добро напредују, нема никаквих проблема“.[22]
- Прва фаза испитивања авиона ПАК ФА, у лету и на земљи, завршена је 17. јуна 2010. године, са 16. летом пробног пилота Сергеја Богдана, на аеродрому Института Жуковског.[23][24]
- Први прототип ПАК ФА је направио 40 летова пре краја 2010. године, за испитивање у лету му се придружио и други, 22. новембра 2010.[25]
- Први лет другог прототипа, у функцији програма испитивања у лету, изведен је 3. марта 2011. године, на аеродрому у Комсомолск-на-Амуру.[26][26]
- У четрдесетом лету испитивања, 14. марта 2011. године, ПАК ФА Т-50 је летео брже од брзине звука и то је био почетак програма испитивања на надзвучним брзинама.[27]
- Два прва прототипа ПАК-ФА, укупно су направили 60 летова, до краја маја 2011. године.[28]
- До 16. августа 2011. године, ови прототипови ПАК-ФА, укупно су направили 84 лета.[29]
- Први пут је ПАК ФА приказан јавности 17. августа 2011. године, на међународној изложби МАКС-2011. Авион је направио демонстрациони лет у трајању од пет минута. Стоти лет је направљен 3. новембра 2011. године.[30]
- Трећи прототип (Т-50-3) је направио први лет 22. новембра 2011. године. Авионом је пилотирао пробни пилот Руске Федерације, Херој Русије Сергеј Богдан. Ловац је остао у ваздуху нешто више од сат времена и слетео је на фабрички аеродром. Лет је био по свим елементима успешан, у складу са планираним програмом. Током лета проверена је стабилност ваздухоплова, евалуације и функција система погона. Авион се добро показао у свим фазама планираног програма лета. Пилот је оценио да је поуздан рад свих система и опреме.[31]
- У функцији програма испитивања радара Н036, Први лет обављен је 24. јула 2012. године, са антеном са електронским скенирањем, на трећем прототипу (Т-50-3). Од 8. фебруара 2012 ПАК-ФА прототип полетео је више од 120 летова.[32]
- Сухој је 8. августа 2012. године, почео испитивање ловца Т-50 (ПАК ФА) са новом антеном интегрисаном на радар, са електронским скенирањем.
- Четврти прототип (Т-50-4) је укључен у летна испитивања 12. децембра 2012. године.
- Сухој ПАК ФА је направио свој први дугачки самостални лет, од Далеког истока до аеродрома у Институту Жуковски, 17. јануара 2013. године.
- Авионом Т-50 је први пут летео на пробни пилот Државног опитног ваздухопловног центра 25. априла 2013. године, Сулејманов Рафаель Фаимович. Направио је лет са аеродрома истраживачког института у Жуковски у циљу развоја система и опреме за одвијање програма летних испитивања. Два сата је лет трајао, у складу са планом.[33]
- Прототипови ПАК ФА су направили више од 450 летова до 28. октобра 2013. године.[34]
- На међународној ваздухопловној изложби МАКС- 2013. 27. августа 2013. године, по први пут је јавно демонстрирано групно летење три авиона Т-50 (ПАК ФА). Након што се издвојио из програма групе, пилот Сергеј Богдан је демонстрирао солистичке акробације.
- Октобар 27 , 2013 - Комсомолск - на - Амуре, првог лета Пети прототип је полетео 27. октобра 2013. године, на аеродрому у Комсомолску-на-Амуру.
- Прототип Т-50-2 је издвојен да учествују у заједничким државним испитивањима у лету 21. фебруара 2014. године.[35]

### Прототипови Т-50
| Произведени делови и комплетни прототипови | Произведени делови и комплетни прототипови | Произведени делови и комплетни прототипови |
| Примерак                                   | Под бројем                                 | Намена |
| ------------------------------------------ | ------------------------------------------ | --- |
| Т-50-0/Т-50-КПО                            | —                                          | Структурно-сличан модел,за испитивање чврстоће, за статичка испитивања .Завршен јуна 2009 |
| Т-50-КНС                                   | —                                          | Модел авиона за статичка испитивања у склопу прве пробне фазе у природној величини ( 1:1 ).Завршен децембра 2009 |
| Т-50-1                                     | 51/051                                     | Први летни прототип прве пробне фазе ,полетео је први пут 29. јануара 2010. године.Пилотирао на првом лету Сергеј Богдан |
| Т-50-2                                     | 52/052                                     | Други летни прототип прве пробне фазе , полетео је први пут 3. марта 2011. године.Пилотирао на првом лету Сергеј Богдан . Од дец. 2017.г. је летећа лабораторија за летна испитивања мотора Производ 30 |
| Т-50-3                                     | 053                                        | Трећи летни прототип прве пробне фазе ,полетео је први пут 22. новембра 2011.Пилотирао на првом лету Сергеј Богдан. |
| Т-50-4                                     | 054                                        | Четврти летни прототип прве пробне фазе ,полетео је 12. децембра 2012. године.Пилотирао на првом лету Сергеј Богдан. |
| Т-50-5                                     | 055                                        | Пети летни прототип прве пробне фазе,полетео је први пут 27. октобра 2013. године. Пилотирао на првом лету Роман Кондратјев . 10тог јуна 2014.г. на аеродрому Жуковски доживео пожар ,пилот Р. Кондратјев је безбедно напустио авион који се није могао поправити. Његови остаци су и данас у Жуковском . |
| Т-50-5Р                                    | 055                                        | Пети летни прототип прве пробне фазе,полетео након реконструкције први пут 16. октобра 2016. Пилотирао на првом лету... |
| Т-50-6                                     |                                            | Шести летни прототип прве пробне фазе ,није завршен пошто је искориштен за реконструкцију прототипа Т-50-5 након његовог пожара који се десио 10. јуна 2014.г. Тако реконструисани прототип је добио ознаку Т-50-5Р. |
| Т-50-6-1                                   |                                            | Додатни 6ти летни прототип који је требао да послужи у програму за индијског ловца 5те генерације ознаке FGFA . Није завршен као летни прототип већ је априла 2016 постао статички прототип друге пробне фазе ознаке Т-50-7. |
| Т-50-6-2 /T-50-6                           | 056                                        | Шести летни прототип (први летни прототип друге пробне фазе) ,полетео је први пут 27. априла 2016.г. Пилотирао на првом лету Тарас Арцебарски. |
| Т-50-7 КНС                                 |                                            | Статички прототип друге пробне фазе настао конверзијом прототипа Т-50-6-1 током 2016.г. |
| Т-50-7/Су-57Е                              | 057                                        | Демонстратор извозне верзије Су-57Е ,први пут јавно показан на МАКС 2019 .Настао на бази статичког прототипа Т-50-7.Није у летном стању ,има функционалну кабину и имао моделе мотора Производ 30. Од 2021.г. поседује праве моторе Производ 117 . |
| Т-50-8                                     | 058                                        | Седми летни прототип (други летни прототип друге пробне фазе).Полетео је први пут 17. новембра 2016 . Пилотирао на првом лету.... |
| Т-50-9                                     | 509                                        | Осми летни прототип (трећи летни прототип друге пробне фазе) . Полетео је први пут 24. априла 2017 . Пилотирао на првом лету ... 21-23 феб 2018 био у Сирији на практично првим борбеним задацима овог ловца . |
| Т-50-10                                    | 510                                        | Девети летни прототип (четврти летни прототип друге пробне фазе) .Полетео је први пут 23. децембра 2017. Пилотирао на првом лету.... |
| Т-50-11                                    | 511                                        | Десети летни прототип (пети летни прототип друге пробне фазе).Полетео је први пут 6. августа 2017 . Пилотирао на првом лету ... 21-23 феб 2018 био у Сирији на практично првим борбеним задацима овог ловца . Заједно са прототипом бр 509 извео тада 10 борбених задатака . 21ог октобра 2022 овај прототип полеће као први прототип Су-57М са новом авиоником, посве електричним погоном аеродинамичких управљачких површина (уместо хидро-уљног система) итд. |

### Конструкција
Оно што је приметно је да је Су-57 знатно 'спљоштен' у односу на ловце породице Су-27 а такав дизајн је произишао из основних тактичко-техничких захтева који датирају од 2003.г. Су-57 је морао бити први у свету тзв ''10G ловац”  што је постигнуто тиме да су му у првом реду центроплан а онда и крила израђени од нових специјалних структурних материјала. У носећој конструкцији посебно центроплана и крила  кориштене су синтероване легуре Алуминијум-Литијум 1420,1441 те 1461,већ позната легура В95  али и алуминујумски композитни материјал на бази титанијумске легуре ознаке ВКА1 те специјалне легуре Титанијума  ВТ22 и ВТ23М  (све легуре су чедо чувеног ВИАМ,сверуског института за ваздухопловне материјале)  а у конструкцији оплате то су ПКМ (полимерни компoзитни материјали) те легура Ал-Ли 1420 и 1441.
Један од пробних пилота Сухоја Андреј Шендрик је једном приликом у интервјуу изјавио да је Су-57 изузетно хармоничан и правилно склопљен ловац што је била веома занимљива изјава . Наиме да би Су-57 био тзв ''10G ловац”  у смислу дуготрајног структурног тј конструкционог (експлоатационог)  оптеређења,морао је да буде конструисан под специфичним условима и захтевима.Планер авиона у целини те сви авионски системи и подсистеми авиона унутар планера морају да буду функционални при коефицијенту позитивног G-оптерећењу од 10 јединица  (са пилотом у кабини).Статичка испитивања прототипа са ознаком Т-50КПО су показала да Су-57 може структурно  да издржи до +15G.Поред нових конструкционих материјала пре свега те специјалне синтероване варене легуре Ал-Ли 1441 која иначе има мању специфичну масу а већу густоћу и чврстоћу од било које легуре Алуминијума и специјалне легуре Титанијума ВТ22,примењени су нови поступци спајања оплатних панела и нова шема конструкције у првом реду центроплана али и крила те хоризонталних и вертикалних стабилизатора. Специјалне легуре Челика су употребљене у структури погонске групе и пратећих агрегата .У маси празног авиона разне легуре Алумијума  учествују са око 50% док ПКМ учествују са 20%-25% ( око 70% оплате планера ),легуре Титанијума са 20% а легуре Челика и других структурних материјала до 10% . У погонима КнААЗ се могу уочити планери Су-57 са структурним материјалом жуте боје (код носеће и оплатне конструкције) а то су легуре Алуминијума које ту боју добијају током процеса галванизације.  Исто тако се могу уочити оплатни панели сиво-плаве боје а то су ПКМ (полимерни композитни материјали) који ту боју добију током термичке обраде тзв  'аутоклав' технологијом . Су-57 има 25% мање структурних детаља ( компоненти) од Су-27.
Познато је да ПКМ (  материјал на бази угљеничних влакана)  има другачије особине резонанце радарских таласа у односу на металне структурне материјале (разне легуре) . У серијској производњи Су-57 у погонима КнААЗ , стручни кадар користи и технологију тзв допунске реалности. Током летних испитивања првог летног прототипа са бр 51/051 (има против-ковитни падобран у капотажу репне гондоле)  а који је служио у сврху испитивања издржљивости и чврстоће планера на високе коефицијенте G-опт , долазило је до појаве тзв витоперења посебно израженог на вертикалним стабилизаторима који иначе трпе највећи аеродинамички притисак ,на горњаци центроплана те на хоризонталним стабилизаторима.Занимљиво је да су прототипови прве пробне фазе имали целопокретне вертикалне  стабилизаторе са металном оплатом израђеном у целости од легуре Ал-Ли 1441. На горњаци центроплана је било веома мало оплатних металних панела од те легуре.Прототипови друге пробне фазе су имали у целости композитну оплату вертикалних  и хоризонталних стабилизатора,мећутим додатна статичка и летна испитивања при честом подвргавању прототипова Г-опт од 10 јединица (у пуном хоризонталном устаљеном заокрету ) су показала и доказала да метална оплата има бољу издржљивост тј већу чврстоћу у овом летном-маневарском режиму од композитне оплате.
За серијске-оперативне Су-57 су на основу тих практичних резултата руководиоци и стручни кадар КнААЗ на основу препорука специјалиста за структуру у Сухоју,одредили да оплата вертикалних стабилизатора буде у целости метална,оплата хоризонталних стабилизатора буде пола метална,пола композитна а једна велика попречна оплата на горњаци центроплана буде такође метална. То решење са попречном оплатом на горњаци је усвојено и раније на првом летном прототипу.Надзвучни регулишући уводници ваздуха промењиве геометрије имају закошенији облик аеродинамичког канала (аеро-тунела) спрам оног код ловаца породице Су-27. Поседују низ решеткастих перфорираних дозвучних и надзвучних одводника-дифузора за одвајање нестабилне (дозвучне и надзвучне) ваздушне струје унутар канала уводника те пограничног слоја ваздушне струје  а који се налазе на бочним странама канала уводника ваздуха. Ту су и помоћни клапнасти уводници са доње стране. Уводници ваздуха су израђени од легуре Алуминијума.Неки кинески и западни медији су били безразложно критични на рачун технологије израде уводника ваздуха немајући у виду да се ради о надзвучним регулишућим уводницима промењиве а не фиксне геометрије као у случају управо кинеских и америчких стелт-ловаца 5те технолошке генерације. Сам отвор уводника је другачије пројекције од оне код уводника ваздуха ловаца породице Су-27 и има правоугаону хоризонталну пројекцију за разлику од вертикалне код старјих 'Сушки'.Исто тако је приметно да су уводници ваздуха полуутопљени у центроплан  авиона што додатно смањује укупни аеродинамички отпор.Велика пажња је посвећена и структури ветробанског силикатног триплекса те поклопца пилотске кабине.
Стајни трап је типа трицикл и веома је робустан и чврст.Носна нога се у гондолу увлачи уназад.Главне ноге СТ су уграђене у гондоле поред канала уводника ваздуха  и са једноставним механизмом се увлаче унапред.Имају велики међусобни распон који износи чак 5,5 m .Издржљивост посебно предње ноге стајног трапа је дошла до изражаја након спектакуларног слетања једног прототипа Су-57 на МАКС 2019.

### Аеродинамика
Су-57 је ловац са много техничких новитета посебно на пољу аеродинамике ( веома иновативна аеродинамика настала у чувеном руском централном аеро-хидродинамичком институту  ЦАГИ у Жуковском). Има посве нову аеродинамичку форму тј дизајн у склопу интегралног планера (трапезно крило,корени продужеци крила -труп тј центроплан планера тзв интегрална аеродинамичка шема) а који је само изгледом наслеђен од оног који припада породици ловца Су-27. Кад се помиње то 10G,то у пракси значи да је коефицијент експлоатационог-летног G опт.  раван броју 10 ,то ће рећи ,Су-57 структурно а и са свим системима и подсистемима,погонском групом и агрегатима може да издржи читавих 10G током извођења нпр форсираних хоризонталних борбених или против-ракетних  маневара тј заокрета (устаљених или неустаљених ,тзв виража) . Битно је истаћи да  9G и 10G маневре може изводити при количини 90%  унутрашњег горива.У реалним летним условима то значи да Су-57 може да изведе устаљени хоризонтални заокрет на режиму ПФ под оптерећењем 10G константно,у трајању свега 10s са угаоном брзином заокрета 36°/сек са 6 ракета кл В-В у 2 трупна и 2 подкрилна спремника и мин 90% горива.Овакав маневар може бити употребљен током вођења маневарске БВБ или као против-ракетни.Аеродинамичка форма је посве нова и иновативна по много чему.Предњи спуштајући стабилизатори -дестабилизатори (на енглеском  LEVCON),крила и хоризонтални стабилизатори имају исти угао нападне ивице а исто тако као да сви заједно чине једну целину.По први пут код неког ловца имамо и целопокретне вертикалне стабилизаторе како у улози ваздушне кочнице тако и у улози побољшавања летно-маневарских способности и посебно управљивости током клизања.Посебно дизајнирани са веома малом стварном површином али аеродинамички великом корисном површином и закошеним под заданим углом ( 26°),вертикални стабилизатори знатно смањују аеродинамички и радарски одраз како спреда па чак и из косих углова тј са бока . Ово веома иновативно аеродинамичко решење где имамо предње де-стабилизаторе , крила и хоризонталце у једној линији те закошене целопокретне вертикалце даје као резултат прво,знатно смањење укупног аеродинамичког отпора а као друго,знатно смањење пре свега чеоног радарског одраза .
Једна од иновација је и могући синхроно-асинхрони (диференцијални)  отклон свих аеродинамичких управљачких површина а њих је укупно 12:  2 предња де-стабилизатора,2 предкрилца,2 крилца,2 закрилца,2 вертикална и 2 хоризонтална стабилизатора . Практично све ове површине сем предкрилаца имају тзв диференцијални отклон.Могуће је и нпр отклонити крилце и закрилце једног крила у пару асинхроно у односу на други пар крилце-закрилце другог крила (код ваљања нпр) . Исто тако је могуће их отклонити синхроно (оба пара на горе).Предкрилца се аутоматски извлаче тј обарају по заданом нападном углу и летној брзини, аутоматски се  дакле извлаче по заданим летним параметрима   и увек синхроно (оба истовремено).Исто важи и за предње де-стабилизаторе са тим да могу имати и асинхрони тј диференцијални отклон зависно од летног тј летно-маневарског режима. Колико је унапређена аеродинамика код Су-57 говори изјава првог главног конструктора Александра Давиденка да би ''Су-57 могао да лети и без крила”.Коефицијент аеродинамичког узгона је рекордан у свету ловачке авијације и износи Clmax > 2.0,где крила и центроплан имају удео од 55% и 45%  од укупног распона крила.Довољно је поменути да крила код Су-57 имају  30% већу површину него она код ловаца породице Су-27,82 m2 спрам 62 m2 . Овако велика крила и велика узгонска површина 'крило-центроплан-крило'  дају одличне летно-маневарске могућности не само у тропосфери него и у стратосфери чиме се ловци 4те ген не могу похвалити.Наиме досадашњи ловци своје маневарске способности најбоље показују у густој тропосфери док им исте способности мањкају у реткој стратосфери ( мањак аеродинамичког узгона и специфичног вишка потиска-енергије у лету/СВП ).То није случај са новим ловцем Су-57.
Овако велики коефицијент аеродинамичког узгона те веома снажна погонска група (мотори прве фазе) омогућавају ловцу Су-57 да буде први серијски-оперативни ловац на свету који пробија звучни зид у вертикалној равни тј током пењања кроз густу тропосферу. Почетна брзина пењања на висини 1000 m је већа од брзине звука на тој висини (преко 380m/sek) а током полетања са 50% горива у ППП (предполетној припреми) и са 6 ракета В-В унутар трупних и подкрилних спремника .Овај параметар ће бити још више побољшан са употребом још снажнијих мотора друге фазе.Аеродинамички притисак којег може да трпи Су-57 у заокретима при +10G износи 200-300 тона. Су-57 може да издржи 10G при стварној брзини  1 мах и 9G при 2 маха,то је напредак у односу на Су-27С који може да издржи 9G при 1 мах и 7.5G при 2 маха.Су-57 има много бољу надзвучну аеродинамику и много боље могућности у области не само дозвучног него и надзвучног борбеног маневрисања у односу на Су-27С.
Тим спљоштеним аеродинамичким обликом центроплана, Су-57 је добио велики напредак на пољу како дозвучне тако и кроззвучне те надзвучне аеродинамике уз доста мањи отпор и знатно боље тј краће убрзавање у односу на ловце породице Су-27 а исто важи и за летно-маневарске могућности како у хоризонталној тако и вертикалној равни.Овом домену нарочито доприносе посебно дизајнирани надзвучни регулишући уводници ваздуха ( промењиве су геометрије).Тек је ту начињен велики искорак напред у односу на уводнике ваздуха какве имају сви ловци породице Су-27.Уводници ваздуха код Су-57 имају посве другачију концепцију и изглед са приоритетом постављања уводне секције  у хоризонталној равни не вертикалној.Предња секција уводника је закошена и има правоугаони облик хоризонталне пројекције. Због тога су они полуувучени у труп тј центроплан планера авиона.Тиме је у пракси примењена још једна мера смањења аеродинамичког отпора али и смањења чеоног радарског одраза.Интересантно је да уводници ваздуха са свом механизацијом (по две компресионе плоче познате као панел-Клин) омогућавају ловцу Су-57 достизање стварне брзине 3 Маха. Такође се примећује и спљоштеност предње секције ловца са посебно дизајнираном кабином пилота са закошеним капљастим поклопцем.У првом реду се највише пажње посветило смањењу аеродинамичког отпора а у другом реду као пропратна идеја и том смањењу радарског одраза.
Свим аеродинамичким управљачким површинама се управља помоћу јединственог система КСУ-50 базиран на 4-каналном систему дигиталних ел. команди лета . Код актуелних серијских -оперативних авиона као и предходно прототипова,управљачки систем се базира на дигит ел. командама лета али и на хидро-уљном систему механизације аеродинамичких површина  (хидро-систем сачињен од хидро-инсталација /цевних/ ,даље,хидро-пумпи, хидро-бустера и цилиндара итд) .Код прототипа Су-57М који је први пут полетео 21. окт. 2022.г. свега тога нема , дакле нема хидро-система у отклону тих површина већ се код њега ради о електричном систему преноса не само команди и упита пилота већ и покретања поменутих површина . Ради се о много једноставнијем и лакшем систему базираном  на преносу команди електричним сигналима који долазе до електро-микромотора који затим покрећу задану аеродинамичку површину. Због тога Су-57М зову и електро-механички авион. Су-57 за слетање користи два кочиона падобрана у посебном капотажу на горњаци трупа тј репне гондоле а који се могу активирати чак и пре додира ПСС од стране  главних нога стајног трапа у сврху знатног смањења дужине протрчавања током слетања.

### Гасодинамика
Погонску групу како прототипова тако и серијских-оперативних Су-57 чине два двострујна турбо-млазна мотора/ТММ ( познати и као турбо-вентилаторски мотори/ТВМ) Сатурн-Љуљка АЛ-41Ф1 (Производ 117) произвођача ПАО «ОДК-УМПО» . Као што Су-57 има иновативну аеродинамику тако има и иновативну гасодинамику. Наиме поред уграђених конвергентно-дивергентних млазница са могућношћу осно-(а)симетричког УВП (што није ново с обзиром да то имају серијски мотори АЛ-31ФП на Су-30СМ, МКА, МКИ и МКМ али и АЛ-41Ф1С на Су-35С) , као и овај други,он има практично револуционаран систем припале основне и форсажне коморе заснован на примени јонизованог гаса -плазме. Мотор АЛ-41Ф1 је иначе мотор прве фазе ,лакши је од АЛ-31Ф за 150 kg  (маса сувог мотора АЛ-31Ф је 1530 kg).Има дигитални електронски управљачки систем ( FADEC ) и у целости је интегрисан у КСУ-50 (комплексни систем управљања авионом).Мотор АЛ-41Ф1 има 80% нових детаља у односу на стари АЛ-31Ф а то су у првом реду КНП и КВП (компресор ниског и високог притиска) , ТВП -турбина високог притиска, основна и форсажна комора те  дигитални електронски систем управљања.
Мотори АЛ-41Ф1 дају могућност ловцу Су-57 да дуготрајно крстари на режиму Максимал са достизањем стварне брзине 1.3 Маха на економичној висини крстарења (патролирања и прелета) од 13 km . У односу на предходника АЛ-31Ф ,макс. статички потисак на режиму ПФ је повећан за 2.500 kgs . Приметно је да је овај мотор (хибрид старог АЛ-41Ф тј Производ 20 и АЛ-31Ф) има веома велик однос макс. статички потисак -маса сувог , то је 15000 kgs спрам око 1400 kg масе сувог на постољу . Однос је тиме око 11:1. Радна температура ТВП(турбина високог притиска) те температура ваздушне струје пред уласком у ТВП су знатно повећане (Тт3 и Тт4 ).
Погонске агрегате чине турбо-стартер (гасо-турбински мотор снаге 120 kW )  и сасвим нови иновативни систем ваздушних турбина које служе да покрену моторе било на земљи, иницирањем од стране напајачке енерго-мреже једносмерне струје напона 27V или у ваздуху,иницирањем од стране ваздушне струје. Управо је то оно што Су-57 одваја од предходних ловаца,наиме на стајанци током ППП (предполетне припреме),да би се погонска група покренула на радни режим ,довољно је на авион само прикључити земаљско енерго-напајање мрежом једносмерне струје напона 27V .  Та електрична  струја покрене један електромотор који затим покрене турбо-стартер а овај карданом покрене један од два мотора.Дакле код Су-57 нема потребе за додатним напајањем на стајанци током ППП (без потребе за азотним ,кисеоничким напајањем нпр). Обе поменуте ваздушне турбине заједно са турбо-стартером имају уводнике ваздуха у коренима вертикалаца а млазнике на горњаци поред мото-гондола.Лопатице вентилатора тј предњег компресора овог мотора су пресвучене радио-апсорбујућим материјалима као и код АЛ-41Ф1С ради смањења чеоног радарског одраза.Отклон млазница се врши посве исто као и код мотора Производ 117С,  мећутим због доста напредније аеродинамике Су-57 изводи исте маневре као и Су-35С само доста брже и енергичније.
Мотор друге пробне фазе носи радни назив ''Производ 30'' ( АЛ-51Ф) а настао је пројектом 'Јенисејск-А'  ОДК Саљут на бази старог мотора ''Производ 20'' из 80тих . То је мотор промењивог степена струјности и готово да је трострујни ТММ.  У оквиру развоја по посве новим ТТЗ-ма, уследио је низ научно-истраживачих радњи означених бројевима:  НИР 129 је био развој тростепеног компресора ниског притиска, НИР 133 као развој гасогенератора,  НИР 135  петостепеног компресора високог притиска ,основна комора сагоревања са плазменом припалом те једностепена турбина високог притиска. Затим НИР 137 је био развој турбине ниског притиска .Главни конструктор мотора је Јевгениј Марчуков из ОКБ Љуљка.Пробни модел је био завршен 2009г а током 2015 су почела испитивања разних компонентни и склопова новог мотора а 11. новембра 2016.г. почињу статичка-земаљска испитивања.  5. децембра 2017.г. пробни модел новог мотора Производ 30 полеће по први пут на прототипу Летећој лабораторији Т-50ЛЛ ,авион са бројем 052 плави ,управљао на првом пробном лету шеф пробних пилота Сухоја Сергеј Богдан.
Оно што је занимљиво а везано за овај мотор је да су у његовoј конструцији употребљене специјалне високотемпературне легуре Алуминијума али и високотемпературни  ПКМ. Рецимо КНП (компресор ниског притиска) има диск-моноблок првог степена са лопатицама израћен у целости од специјалне  високотемпературне  легуре Ал са радном темп 165 °C.Компресор високог притиска има степен комресије 6.7 ,масени проток му је 23 kg/s .Температура ваздушне струје пред уласком у турбину високог притиска је око 1800 °C ( 2100К).Специфична потрошња горива на режиму Максимал ( дуготрајни крстарећи режим)  је на нивоу 600-700gr по kgs /h што одговара параметру мотора АЛ-31Ф али на његовом крстарећем режиму који омогућава дуготрајно крстарење стварном брзином 0.85М (код Производ 30 је тај параметар 1.3М ) . Овај мотор по параметрима: специфична потрошња, специфични потисак и специфична маса знатно превазилази мотор прве фазе АЛ-41Ф1.  Исто тако са овим новим моторима Су-57 ће имати знатно већи СВП (специфични вишак потиска) тј много већи вишак енергије током заокретања у хоризонталној и вертикалној равни, убрзавању ,пењању итд . Са овим моторима Су-57 ће имати макс могућу енергију лета те ће бити омогућено достизање Vmax до 3000 km/h а што је већ омогућено поменутим уводницима ваздуха .Сматра се да ће овај мотор омогућити ловцу Су-57 да на режиму Максимал дуготрајно крстари инструменталном брзином близу 2000 km/h . Ови мотори ће ловцу Су-57 знатно побољшати енергетске , кинетичке и летно-маневарске могућности посебно у вишој стратосфери где то ловцима 4. генерације није омогућено.
Макс. статички потисак ( радни услови: H=O, V=O и t=15 °C )  на режиму Максимал је 11000kgs а на режиму еквивалентном режиму Пуни Форсаж је 18000kgs .Зашто је наведено ово еквивалентном ,зато што мотор АЛ-51Ф уопште нема форсажну комору. Однос макс. статички потисак на режиму ПФ и маса сувог мотора је просто невероватан ако се узме у обзир да овај мотор има масу без флуида око 1.3t а даје чак 18t статичког потиска на радном режиму -ПФ. Макс. динамички потисак на режиму еквивалентном режиму ПФ зависно од локалне темп и густине ваздуха током полетања до висине 1 km може бити распона 20000kgs-23000kgs.Са овим моторима однос 'задани динамички потисак -задана маса у лету'  може бити нестваран ,практично немогућ за све друге ловце на свету .Мотор 'Производ 30' тј АЛ-51Ф  има и неке сасвим нове техничке детаље а везане за смањење топлотног и радарског одраза .За смањење топлотног одраза на свим радним режимима мотора на секцији која спаја форсажну комору и конвергентно -дивергентне млазнице, постоје посебни панелисани отвори за одвод хладне ваздушне струје у циљу спољног хлађења млазница .То је хладна ваздушна струја која обилази мотор са унутрашње стране мото-гондола смањујући тиме топлотни одраз самог мотора а не само млазница (то је та трећа струја која заобилази улазак кроз турбину тј предњи компресор) .За смањење радарског одраза из ППС (спреда)  посебним радио-апсорбујућим материјалима су прекривене закошене фиксне лопатице улазне секције вентилатора . За смањење радарског одраза из ЗПС ,панели-латице млазница су на крају назубљене а ширина одговара таласној дужини радарског X-опсега ( 3 cm) . Почетак серијске производње новог мотора се очекује током 2023.г. Уградња мотора АЛ-51Ф у серијске Су-57 се очекује током 2025 године.
Горивни систем авиона чине резервоари у трупу и крилима укупне запремине око 15000l керозина.  За пуњење керозина у лету служи уређај ГПТ-2Е (произвођач НПП Звезда) темпом 2500l/min. Су-57 може да носи два типа подвесних резервоара горива ознака ПТБ-2000 (стари развијен из ПТБ са Су-24М)  и нови ПТБ-3400 . Дана 10тог септ. 2017.г. на свом првом лету последњи летни прототип бр 511 је са два ПТБ-2000 прелетео преко 6000 км ,без успутног слетања директно са аеродрома КнААЗ на Далеком истоку Русије на аеродром Жуковски -Подмосковље.

### Авионика
Су-57 као ловац 5те технолошке генерације поседује најсавременију дигиталну авионику од свих руских ловаца данашњице. Срж те авионике чини систем ИУС-57 тј информационо-управљачки систем на бази посве новог дигит-рачунара ознаке ИМА-БК или ти Интегрисана Модуларна Авионика Авионског Комплекса. У саставу ИУС-57 су два ИМА-БК (користи микро-процесоре Ељбрус-8С) ,међусобно повезани супер-брзим каналом дигиталне везе путем фибер-оптичких каблова који омогућавају брзину преноса података до 8Gbit/s а уједно је такав начин везе искориштен за повезивање и умрежавање по принципу фузије сензора свих борбених система у склопу СУВ (Систем Управљања Ватром).По први пут је примењен и принцип фисије сензора где се сви потребни подаци и параметри из јединственог командно-управљачког центра у склопу ИУС-57 шаљу поменутим каналом везе ка спољним системима (сензорима-детекторима). Поред овог система ту је и високоаутоматизовани и високоинтегрисани комлексни  управљачки систем авиона ознаке КСУ-50 ( 4-канални дигитални електронски систем )  спрегнут са ИУС-57 и који у режиму  аутоматског управљања поседује тзв другог-електронског пилота . ИУС-57  је развијен на бази тзв искуственог интелекта са паролом један летач-два пилота,где поред правог пилота постоји и тзв електронски пилот. Код прототипа Су-57М примењен је побољшани тзв 'интерфејс'  који омогућава управљање авионом и разним авионским не/борбеним системима гласом пилота  и покретом његове главе (очију ).
Су-57 поседује следеће компоненте који су међусобно увезани-умрежени у склопу БРЕО тј авионска радио-електронска опрема а увезана у ИУС-57. Први у свету на једном ловцу дводијапазонални радарски систем Н036 Белка (веверица) који се састоји од  8 радара са АФАР (Активна Фазирана Антенска Решетка) од којих је 4 у центиметарском X-опсегу и 4 у дециметарском  L-опсегу . Ту је посве нови ометачки систем Л402 Хималаји а који користи свих 8 радара са АФАР у оба радна дијапазона радарског зрачења те 4 станице за ЕИ-ПЕД на крајевима крила унутар конструкције.Оба ова система, радарски Н036 Белка и ометачки Л402 Хималаји су обједињени у јединствени високоаутоматизовани и високоинтегрисани осматрачко-ометачки комплекс Ш-121 ,познат и као МИРЕС (вишенамески интегрисани радио-електронски систем) . Ту је и интегрисани оптоелектронски комплекс самозаштите авиона ознаке 101КС Атољ. Поред њих је и комплекс средстава везе С-111Н .
Радарски систем Н036 Белка је по много чему јединствен у свету .  Прво ,он је дводијапазоналан, односно ради у два радна дијапазона радарског зрачења X и L ,што је премијерно у свету ЛА .  Друго, он има 8 радара са АФАР ( осам радарских антена).  Главни конструктори Н036 Белка су Владимир Загородни и Анатолиј Синани и генерални конструктор НИИП имена В.В. Тихомирова Јуриј Белиј . Развијен је у московском НИИП имена Тихомирова а серијски се производи у ФГУП ГРПЗ у Рјазању. Развој овог јединственог радарског комплекса почео је 2003 да би већ 2008.г били спроведени земаљски тестови у тзв глувој соби у склопу московског НИИП. Основни задаци овог радарског комплекса јесу:вишефреквентна радиолокација-пеленгација,супер широкопојасна радиолокација и бистатичка радиолокација. Макетни панел -касета са 4-каналним ПППМ који припада центиметарском радару ( X-опсег) заједно са панелом линеарног-линијског  дециметарског радара (L опсег)  први пут су јавно показани на МАКС 2007 . Модел прототипа радара предњег осматрања показан је јавно на МАКС 2009. Коначан изглед радара за осматрање ППС је показан на МАКС2015.  Летна испитивања су започела јула 2012г на прототиповима 053 и 054 (само центиметарски радари)  у 20 пробних летова а у пуној мери на прототипу број 055 од 2013.г. (центиметарски и дециметарски радари) .
У саставу радарског система Н036 Белка постоје 4  3D-радара са АФАР који раде у тзв X-опсегу и то су центиметарски високофреквентни краткоталасни радари (f=8–12 GHz ,λ=3 cm).  Радар је 3D јер ваздухоплове прати по све три координате у простору: даљина-азимут-месни угао.
Основни радар за осматрање ППС авиона је постављен напред испод радио-прозрачног капотажа под углом 15° и има димензије рефлектора антене 900x700 mm.Антенски блок има титанијумску оплату  и дебљине је  1/2 метра. На рефлектору антене се налази тачно 1526 ПППМ (преведено с руског значи предајно-пријемни појачивачки модул) .Рефлектор антене има таласоводни систем идентичан оном код радара Н035 Ирбис ( хибридно-хетеродини ). Предајни и пријемни канал имају своје појачиваче сигнала. ПППМ су постављени у касетама ,линијски ,хоризонтално са вертикалном поларизацијом сигнала.ПППМ су 4-канални и базирани на нанохетероструктури Галијум-Арсенида - GaAS . Поред овог радара постоје два за бочно осматрање и они су међусобно увезани са главним у једну целину по питању радарске функционалности тј обједињеног радарског осматрачког поља , система хлађења , електро-напајања мрежом наизменичне струје напона 115/200V и фреквенције 400 Hz и мрежом једносмерне струје напона 27V .Они носе ознаку Н036Б (Б -бочни) и оба су такође постављена под углом 15° . Сваки има по 358 ПППМ и они су постављени линијски, вертикално са хоризонталном поларизацијом сигнала.
Са три ова радара се постиже осматрачки ракурс 270° по азимуту.Постављањем ова два бочна радара решен је један од главних проблема присутних код радара с АФАР а то је лоша карактеристика бочних лепеза (посебно далекометно осматрање по бочним угловима).Ова два радара са АФАР за бочно осматрање омогућавају ракетирање вазд.циљева ракетама са АРГСН  под углом 90° и више у односу на уздужну осу Су-57.Спајањем радарских енвелопа (осматрачких поља)  ова три радара добијено је јединствено радарско осматрачко поље какво нема ниједан други ловац на свету. Три радара са АФАР имају укупно 2242 четворо-канална ПППМ. Практично је могућа истовремена и тренутна активна пеленгација тј осматрање у читавој радарској енвелопи од 270°(+/-135°). Поређења ради,радари са АФАР свих западних ловаца имају могућност пеленгације у радарској енвелопи ограниченој са свега 120° (+/-60°).Могућа је истовремена пеленгација ( осматрање-откривање-праћење) у режимима В-В и В-З у тропосфери и нижој стратосфери те само у режиму В-В у вишој стратосфери у различитим секторима скенирања сва три радара.Такође је могућа пеленгација на различитим радним режимима ПППМ сва три центиметарска радара с АФАР, са различитим режимима дијаграма усмерености антене (снопови радарске енергије ) уз различите форме, облике и намене истих , различитим фреквенцијама понављања сондирајућих сигнала те различитим радним-носећим фреквенцијама истих уз фреквентну скоковитост неколико 1000x /сек.Пеленгација се врши електронским отклоном снопа за неколико наносекунди уз могуће суперпонирање кохерентних ,истовремену употребу хетеродиних или интерферентних сигнала  у сврху стварања активних сметњи радом система за ЕИ-ПЕД Л402 Хималаји.
Још један радар с АФАР у X-опсегу постоји а то је радар уграђен у конзолу на врху репне гондоле и служи за осматрање ЗПС авиона ,такође по први пут на једном ловачком борбеном авиону.Он има 68 4-каналних ПППМ ,постављених хоризонтално,линијски и имају вертикалну поларизацију сигнала.Овај мини-радар са АФАР је развијен од стране НИИП имема В.В.Тихомирова непосредно након 2000.г. и први пут јавно показан на МАКС 2005. Носи  назив Еполет-А. Његово осматрачко поље је ракурса 110° по азимуту и елевацији  (+/-55°).Овај радар омогућава праћење и коректовање путање ракете са АРГСН ознаке Производ 270 али и ракете са ИЦГСН типа Р-74М2 тј Производ 760 а којом Су-57 може ракетирати ваздушни циљ у својој ЗПС. Радни режими центиметарских радара су: осматрање,откривање,аутоматско праћење,захват уз праћење и осветљавање.
Димензије ПППМ су Д-В-Ш по : 150x53,5x8 mm а маса -150g , површина 90–100 cm2 . Средња излазна пулсна снага при компресији коефицијента појачивања 1 dB је 5W у радном фреквентном опсегу 8,5 GHz -11,5 GHz . Макс излазна снага пулса на режиму високе фреквенције понављања сигнала је 8W-10W. Коефицијент појачавања сигнала је 35 dB . ПППМ има свој предајни и пријемни канал, појачивач сигнала за оба канала ,генератор сондирајућих сигнала итд .
Радари с АФАР X опсега служе за осматрање, откривање, праћење и захват како ваздушних тако и површинских (копнених и морских) циљева истовремено по могућности (зависно од висине лета нпр) Између осталог служе за навигацију , комуникацију сигналима таласне дужине 3 cm у склопу система ОСНОД и КСС С-111Н . Раде режимом високе и средње фреквенције понављања сигнала у борбеним режимима В-В истовремено или појединачно те режимима осматрања и и картографирања земљине површине методама ниске,средње и високе резолуције истовремено или појединачно. Режими В-В и В-З могу бити истовремено кориштени.Оно што је познато је да на режиму високе фреквенције понављања сигнала у борбеном режиму ППС има макс калибрисану (инструменталну) даљину  од 400 km са могућношћу да ваздухоплов са РЕРП 1 m2 може бити откривен/праћен на тој макс даљини у том режиму.
Поред ова 4 радара ту су по први пут на једном ловцу и 2D-радари са АФАР у тзв L-опсегу . То су дециметарски нискофреквентни дуготаласни радари за далекометно осматрање  (f=1.2-1.6 GHz ,λ=24 cm) .  Познати су и као линеарни дециметарски радари јер су таласоводи ових радара постављени линијски у тзв лонжеронима предњих спуштајућих де-стабилизатора ,затим у конзолама (лонжеронима) предкрилаца те на у лонжеронима при крајевима крила. Ознака Н036Л се изгледа веже за руски израз лонжерон или линеарни тј линијски   (неки извори наводе да је то по L-дијапазону радарског зрачења у којем они раде) .  Ово су 2D-радари јер ваздухоплове прате по 2 координате: даљина-азимут уз одсуство праћења по месном углу (висини). Развој првог у свету далекометног дециметарског радара за потребе неког ловца је започео 2003 под пројектним називом 'Шифра Мерило' .У исто време је започео и развој специфичног таласоводног широкопојасног система прилагођеног радарским сигналима велике таласне дужине ( 24 cm) под пројектним називом 'Подкова- М1' .
Развој по заданим ТТЗ-ма је подразумевао конструисање специфичног линеарног дециметарског радара који може функционисати као радар са ПФАР али и са АФАР , исто тако као идентификациони али и осматрачки радар (појединачно или истовремено).Наиме ови линеарни дециметарски радари су пре свега повелики а ширина 4 основне антене у лонжеронима дестабилизатора и предкрилаца је 1.6m . Сва 4  радара са АФАР L-опсега имају 3 радна канала ,редом:  канал 1 је за распознавање државне припадности по систему Парољ , канал 2 је за радарски осматрачки систем за далекометно осматрање ,откривање и аутоматско праћење ваздухоплова по 2 координате у простору.Канал 3 је за распознавање међународне припадности по идентификационом систему НАТО стандарда МК-12 .Отуда ови дециметарски радари имају два радна поддијапазона: први у радном фреквентном опсегу 1,28 GHz -1,44 GHz (поддијапазон ф1 )  осматрачког канала и други у радном фреквентном опсегу 1,44 GHz - 1,55 GHz (поддијапазон ф2)  идентификационих канала система познатог и као Н036Ш Покосник . Пријем сигнала осматрачког канала и идентификационих канала се врши у фреквентом опсегу 1,28 GHz -1,55 GHz . ПППМ ( 4-канални) за ове радаре су прилично големи и габаритни , димензије В-Ш-Д су 70x1650x90 мм и запремине 2.5l . Макс излазна пулсна снага само једног канала у ПППМ је скоро 1 kW .
Четири  дециметарска радара ширине 1.6m у лонжеронима дестабилизатора и предкрилаца имају по 3 ПППМ у 2 реда по 12 таласовода ширине 12 cm (то је 1/2 таласне дужине)  и то у 3 блока ширине пола метра сваки са 4 зрачећа елемента.Таласоводи су распоређени у 2 реда ради одашиљања радарских сигнала (осматрања и идентификације) кад су лонжерони у нултом (увученом) положају и тада се користи доњи ред.Кад су дестабилизатори и предкрилца спуштени тада се користи горњи ред таласовода.
Радари са АФАР L-опсега служе за далекометно осматрање и далекометно откривање и праћење по 2 координате ваздухоплова са изражено малим радарским одразом  (величином РЕРП за X опсег) те за далекометну идентификацију истих За дециметарске радаре је познато да имају доста већу даљину откривања и праћења ваздухоплова у односу на центиметарске радаре а важеће је и опште познато правило:  ''што је већа таласна дужина сигнала ,тиме је већи и радарски одраз откривеног и праћеног ваздухоплова”.Наиме постављањем по први пут на неког ловца далекометних дециметарских радара ,предност тзв стелт технологије у радарском дијапазону је у целости анулирана и то је са становишта ваздухопловне струке итекако познато и признато.Ради се о томе да не постоји неки радарски стелт-ваздухоплов а који има оплату дебљине 1/2 задане таласне дужине сигнала ових радара са АФАР ( 24 cm). Шта више, не постоји ваздухоплов са оплатом дебљине свега 1/4 ове таласне дужине. Просто појашњено ако неки ваздухоплов има РЕРП спреда нпр 1 m2 (у ракурсу 30°) за центиметарски X опсег и таласну дужину сигнала 3 cm  ,исти ће за дециметарски L опсег и 8x већу таласну дужину имати РЕРП који је барем 10 пута већи. Приликом откривања и праћења неког ваздухоплова по 2 координате , могуће је 3. координату  (месни угао) добити фузијом сензора од ОЛС-50М ,сопствених центиметарских радара или дигиталним каналом криптозаштићене везе од других ловаца патролне групе или летећих радарских осматрачких станица . Дециметарски радари могу радити у моно и би-статичком режиму и режимом активне и пасивне пеленгације (гониометрије) .Заједно са центиметарским радарима могу радити у режиму интерференције (  режим активних сметњи) слањем различитих интерферентних сигнала. Тај режим је омогућен интегрисањен јединственог система за ЕИ-ПЕД ознаке Л402 Хималаји а који покрива радни фреквентни опсег 1–40 GHz како на режиму пасивне (радио-гониометријске)  тако и на режиму активне (интерферентне) пеленгације. Развијен је од стране АО КНИРТИИ у Калуги а производи га ставропољски ПАО Сигнал у саставу КРЕТ.По први пут један ловац засебно може вршити активне сметње чак и у области нискофреквентних опсега радарског зрачења ( L- опсег) а да то није за потребе покривања борбене групе.На крајевима крила а интегрисане у структуру су уграђене 4 станице за ЕИ-ПЕД система Л402 Хималаји.Њихов посебан задатак поред ЕИ јесте активно ометање слањем веома снажних интерферентних сигнала АРГСН ( активна радарска глава самонавођења) са АФАР код нових ракета кл В-В и З-В.
Свих 8 радара радарског система Н036 Белка су међусобно увезани (умрежени) и њима се управља помоћу јединственог управљачко- рачунарског система Н036УВС (са специјализованим дигит-рачунарима 'Соло ИМА БК ')  који је у саставу  ИУС-57. Практично свих 8 радара је обједињено радарским системом Н036 Белка и ометачким системом Л402 Хималаји ( комплекс Ш-121) .Сви радари имају исти систем хлађења (комбиновано течно-ваздушно) и исти систем електро-напајања мрежом једносмерне струје напона 27V. Са свим овим радарима на располагању ,Су-57 је први ловац на свету са способношћу сверакурсног-кружног радарског осматрања тј има радарско осматрачко поље по азимуту од скоро 360°. Ако би то поредили са способностима свих западних ловаца како 4. тако и 5. генерације , то је 3 пута већа радарска енвелопа .Сви радари са АФАР немају радни режим ЕА ( Еквивалент Антене) већ се директно укључују на режим зрачења у етар тј активне пеленгације.Фреквенција понављања сигнала на режиму високе фреквенције понављања код центиметарских радара са АФАР је веома велика и  износи неколико GHz.
Следећи корак у домену примене активне радио/радарске пеленгације код Су-57 јесте примена тзв РОФАР тј радио-оптичких фазираних антенских решетки (познати и као квантни  или фотонски радари). Ради се о ултра-широкопојасним  радарима чија се пеленгација базира на примени квантне физике (фотони као медијум преноса сигнала) а велика тактичко-техничка предност јесте способност да се светлосни (фотонски) сигнал претвори у 3D геометријску  видео-слику  откривеног и праћеног ваздухоплова. Практичном/ могућом применом фотонских радара била би у целости анулирана тзв стелт-технологија примењена код многих ловаца 4. и свих ловаца 5. технолошке генерације. Развој овог радара је започет још 2015.г. са планом да се опитни модел изради 2018 . Још није јавно познато да ли прототип Су-57М (полетео 21 окт. 2021) поседује ове РОФАР.
Кад је у питању комплекс самозаштите 101КС 'Атољ'  тј ОЕИС (оптичко-електронски интегрисани систем) ,он је специфичан по томе што ради у неколико дијапазона ЕМ спектра .  Овај јединствени опто-електронски комплекс омогућава сверакурсно осматрање у ИЦ и УВ дијапазону ЕМ-зрачења. У саставу овог комплекса је више разних опто-електронских модула,њих 8 а који су уграђени на оплати планера или унутар исте и 1 који се носи као подвесни (само испод уводника ваздуха).  Редом су то следећи модули:
101КС-В (Ваздух) је предња оптичко локациона станица ознаке ОЛС-50М које се налази испред ветробрана (од вишеслојног силикатног триплекса) са десне стране . У питању је троканална станица са два ИЦ канала (термовизијским као ИЦ камера) и топлопеленгаторским (пасивни ИЦ-трагач) те ласерским каналом .Термовизија је далекометна са радном таласном дужином 3-5 mkm.Топлопеленгатор је израђен по тзв QWIP технологији и у питању је дуготаласни ,уједно и средњеталссни ИЦ -пеленгатор који ради на таласној дужини распона 5-8 mkm и 8-12mkm. Кориштењем два дијапазона ИЦ-зрачења  омогућено је откривање и праћење веома хладних објеката (ваздухолова)  како на фону топлије,влажне и облачне тропосфере тако и на фону веома хладне и суве стратосфере.За пример је да противнички ловци који у доласку лете на режиму Максимал (циљ се прати по средњој таласној дужини зрачења оплате) могу бити откривени са неколико стотина км даљине .Осматрачко поље му је ракурса 180° по азимуту и 15°/ +60° по месном углу.Ласерски канал ради на таласној дужини 1.57mkm и служи за далекометно ласеровање вазд и површинских циљева. Оно што карактерише ОЛС-50М је могућност закретања оптичког блока за 180° што није случај код старијих ОЛС .Тиме постоје два положаја,радни и нерадни.Стаклена прекривка оптичког блока има слојеве Индијум оксида ради смањења РЕРП спреда и продужења радног века истог јер се тиме спречава појава сребрења која може да деградира способности радних канала неког ОЛС-КОЛС .
101КС-О (Одбрана) је јединствен и премијеран оптоелектронски модул међу ловцима јер поред могућности сверакурсног осматрања у ИЦ-дијапазону (топлопеленгационим каналом) ,исти поседује по први пут блок са усмеравајућим ласерским пулсом . Су-57 има два ова блока , један је на хрбату иза кабине тј на горњаци трупа за осматрање предње и задње горње полсусфере авиона у ИЦ опсегу те за дејство бојевим ласером из горње полусфере . Други модул је на доњаци трупа (испод кабине) за осматрање предње и задње доње полусфере авиона и дејство бојевим ласером из те полусфере .  Топлопеленгациони канал ради на таласној дужини 3-5mkm док карактеристике бојевог ласера за сад нису познате јавности .Оба модула имају ротациони оптички блок (популарна ротација или модули звани R2D2 како су их неки новинари и коментатори прозвали) ,генератор ласерских сигнала којима се може ометати (ослепљивати) све што је базирано на квантној физици (оптика). Дакле могу се ометати ИЦ главе самонавођења надолазећих ракета В-В ,оптички осматрачки модули и блокови на противничким ловцима (тзв IRST сензори), затим оптика унутар кабине попут тзв HMS/HMD шарањем ласерским снопом по плексију поклопаца кабина итд.
101КС-У (Ултра-виолетни) је модул чије се осматрање обавања у УВ-дијапазону . Постоје 4 таква осматрачка модула . Два су на боковима трупа одмах иза кабине за бочне ракурсе ,један је на горњаци трупа на репној гондоли за осматрање предње и задње горње полусфере а други је на доњаци трупа (испод кабине) за осматрање предње и задње доње полусфере.Модули служе за откривање и праћење ваздухоплова тј надолазећих ракета и авиона по њиховом геометријском облику (  карактеристика УВ- дијапазона) .
101КС-П (Пилотажни) је модул који је уграђен у конзолу на врху подкрилног спремника левог крила .  Ради у ИЦ-дијапазону и служи током лета на веома малим висинама ,приласку ПСС-ма и  током слетања .Слика овог сензора се може генерисати било на вишенамеским течнокристалним мониторима или на широкоугаоном стаклу чеоног индикатора .
101КС-Н (Наземни)  је подвесни осматрачко-нишански контејнер који има 3 радна канала:  ИЦ -канал (термовизија) ,ласерски и оптички ТВ-канал ниског нивоа осветљености са дигиталним зумирањем .
Комплекс средстава везе С-111Н је високоинтегрисан комуникациони систем који обједињује сва техничка средства везе уграђене у Су-57 .  Развио га је и производи Нижњеновгородски НПП Пољот .  Од КТ и УКТ радио-станица (на врху верт стабилизатора) , до предајно-пријемних антена система ОСНОД (обједињени систем навигације и размене података) који се базира на дигиталном каналу супер брзог преноса криптозаштићених података и информација на тактичком и оперативном тактичком нивоу све до обједињене патролне групе од 16 ловаца Су-57 . По радио-линији на релацији Земља -Авион макс домет комуникационог канала је 1500 km са брзином преноса података 2.4 kbit/s. По радио-линији на релацији Авион-Авион макс домет дигит ком- канала је 500 km са брзином преноса података до 100 kbit/s . Ове даљине важе за висину лета 10 km (остали параметри су зависни од домета радио-хоризонта) . Поред овог у склопу ОСНОД врши се комуникација и навигација радарским сигналима на таласној дужини 3 cm. За КСС С-111Н везан је антено-фидерни систем АИСТ-50М .
За навигацију служе следећи системи: РСБН-85В и РСДН-20 (радио-технички систем ближе и даље навигавије  са антено-фидерним системом АИСТ-50М)  а чије се антене налазе у радио-прозрачним капотажима испред ветробрана те на доњаци трупа испод кабине поред капотажа радио-висинометра . Затим у радио-прозрачним капотажима на горњем и доњем делу конуса врха репне гондоле где је и АФАР X-опсега , ГЛОНАСС (Глобални нав. сателитски систем) , БИНС-СП2М (бесплатформни инерцијално- нав. систем са кварцним акцелерометрима и ласерским жироскопима уз могућу сателитску корекцију),затим СРС (сателитски радио- веза)  и СМВ  (сателитска радио-линија)  ,сви они на горњаци трупа ,на хрбату иза кабине .
БОСЕС-ТУ ''Дуељ'' је јединствен у свету борбени систем интегрисан у склопу дигит-рачунара ИМА-БК . Ознака преведено на наш језик значи Авионски Оперативнo-Саветодавни Експертизни Систем Тактичког Нивоа за вођење ДВБ назван   'Дуел' . Поред ловца Су-57 поседује га и ловац Су-35С.  Ради се о систему у којем разни алгоритми и програми математичког моделирања (оно што је новинарски названо као 'вештачка интелигенција' ), дају пилоту препоруку о тактици борбене употребе током вођења посебно ДВБ (Даљњи Ваздушни Бој) тј сусретне ракетне борбе у првом реду против западних ловаца 4. и 5. генерације.  Интересантно је да су у меморији рачунара ИМА-БК похрањени практично сви летни и летно-маневарски параметри и подаци свих данас оперативних западних ловаца. На основу свега овог се може прогнозирати и предвидети могући потез (акција или реакција) противника у ваздушним борбама 1 на 1, 1 на 2, 2 на 1 или 2 на 2 (ниво ловачког пара) те на нивоу групе или чак и целе лов. ескадриле.  Овакав систем ни било шта слично не постоји ни у једном западном ловцу.

### Пилотска кабина и пилотска опрема
Кабина Су-57 је веома слична кабини Су-35С у смислу распореда вишенаменских течнокристалних монитора . Основна разлика кад се погледају обе јесте што код Су-57 имамо посве нови широкоугаони индикатор чеоног стакла ознаке ШКС-5 тј ШКАИ-5М. Испод су као и у кабини Су-35С два великоформатна течнокристална вишенаменска монитора МФИ-50 са дијагоналама од 15 in (38 cm). Поред два МФИ-50 ту је и МФПИ-50 са десне стране .Централно постављена ручка управљања авионом је веома слична оној у кабини Су-35С ,исто важи и за две ручице управљања моторима . Кабина модернизованог Су-57М ( прототип број 511 плави а који је први пут полетео 21 окт 2022 ) има исти нови велики панорамски диодни троделни монитор какав се налази у кабини демонстратора извозне верзије Су-57Е (број 057 плави) . Кабина је високоаутоматизована и са највећим степеном тзв 'интерфејса'  тј са везом човек-машина . Развијен је и симулатор са виртуелном реалношћу, тзв интерактивни симулатор. Поред тог новог постоје и симулатори у просторијама Сухоја у АБ Жуковски  те у 929 ГЛИЦ МО РФ  у АБ Ахтубинск.
Пилот Су-57 има посве нову иновативну летачку опрему која се састоји од ППК-7 и ВКК-17 . Ту је и нови композитни шлем ЗШ-10 масе свега 1,4 kg . Ту је и ново катапултно седиште К-36Д-5.  Све ово као саставни део система за обезбеђивање преживљавања ознаке ОЖ-50 развила је и производи НПП Звезда-Томилино.  ППК-7 (анти-G одело  ) је у правом смислу одело и то више није само навлака са пнеумо-коморама преко абдомена и нога пилота. ППК-7 покрива цело тело пилота сем наравно главе и стопала . Ради се о оделу масе мање од 3кг са ваздушним коморама под притиском а које се надувава аутоматски по заданим параметрима у датом летном и летно-маневарском режиму авиона . Омогућава пилоту да трпи оптерећење 9G практично целу једну минуту. Ту је и нова кисеоничка маска типа КМ-36М.
ВКК-17 је висинско-компензациони костим за летове у стратосфери и штити пилота у случају декомпресије кабине . Нова верзија композитног шлема ЗШ-10Б има и нови визир-колиматор НСЦИ-50 на којем се приказују сви подаци и параметри са ШКАИ-5М. На површини кациге јесу оптички сензори-детектори угаоног отклона кациге а служе пилоту да врши захват циљева било где да погледа ,чак и под углом 90° лево и десно . У развоју је и нови шлем са допунском реалношћу а који ће омогућити гледање пилота кроз авион.
Систем за обезбеђивање кисеоника носи ознаку КС-50 (кисеонички систем) . Употребљив је до висине 23 km .Уз њега ту је и систем за генерисање кисеоника ознаке БКДУ-50.Ова два система такође производи НПП Звезда.

### Наоружање
- Од ватреног наоружања је уграђен топ калибра 30 мм са б/к 150 граната ознаке ГШ-30-1М ( 9А1-4071К тј ННПУ-50 ) са десне стране кабине са ротирајућем капотажом и дефлектором који скрива цев топа ради смањења РЕРП спреда.[254][255]
- Су-57 има 2 трупна спремника дужине око 4.5 m сваки  и ширине 1,2 m укупно, те 2 подтрупна спремника само за ракете В-В типа Р-74М2 (Производ 760 ) и Производ 300М.[256][257][258][259][260][261]  Уз то има још 6 подвесних тачака,4 испод крила и 2 испод уводника ваздуха.[262][263]
- Су-57 има 6 нових ракета класе В-В а то су: Производ 171-1(Р-77-2) као даља модернизација ракете Производ 170-1 (Р-77-1 ) за маневарску сусретну ракетну борбу-ДВБ . Препознатљива је по томе што има профилисане правоугаоне отворе на крилима. Она се може носити испод крила и уводника ваздуха, макс 8 ком .[264] Производ 180(Р-87) као прва у свету хиперзвучна  ракета кл В-В за сусретну ракетну борбу са дуготрајном  стварном брзином лета од 5 Маха .[265][266] Она се може носити у 2 трупна спремника ,испод крила и испод уводника ваздуха,макс 10 ком .Производ 270(Р-47) као прва у свету ракета са РГС(АРГСН) за гађање циљева који лете у ЗПС авиона а која се наводи помоћу радара с АФАР уграђеног у репну гондолу .Препознатљива је по два микро-бустера за бочно усмеравање након одбацивања те у лету .[267][268][269] Она се може носити испод крила и испод уводника ваздуха ,макс 6 ком. Затим Производ 300М као ракета кл В-В за против-ракетну борбу тј за пресретавање надолазећих ПАВР кл В-В и З-В.[270] Производ 760(Р-74М2) као супер-маневарска ракета за маневарску БВБ са АРГСН. Она се може носити у подкрилним спремницима те испод крила, макс 6 ком .[271]  Производ 810(Р-97) је тешка хиперзвучна далекометна ракета .[272][273] Она се може носити у трупним спремницима те испод крила, макс 8 ком.Специфично за скоро све ове наведене ракете кл В-В је да имају АРГСН на бази вишеканалних радара с АФАР који имају улогу мини-радара за осматрање-откривање-праћење-захват вазд. циљева ,уједно и улогу радарског близинског упаљача .
- Од ракета кл В-З треба навести нову далекометну ПР-ракету Х-58УШК-ТП са преклапајућим крилима и стабилизаторима да може да се смести у трупне спремнике,укупно 4 ком, још једну ПР-ракету Х-31ПМ (само споља,испод крила и уводника вазуха укупно 6 ком) .Затим ту је тактичка стелтна нисколетећа крилата ракета Х-69 (исто важи као и за Х-58УШК) ,те нова крилата бустерована авио-бомба типа Х-36 (9-А-7759) .Затим ту је и ПБ-ракета типа Х-59М2А ( Производ 720) Новина је и стелтна нисколетећа дозвучна оперативно-тактичка крилата ракета типа Х-50 ( Производ 715) те крстареће ракете-борбени дронови С-71М Монохром и С-71К Кавјор.  .[274][275][276][277][278][279][280][281][282] Су.57 може такође да носи и ПБ-ракете типа Х-31ПД(ПМ) те Х-35У,затим вишенаменске краткодометне ракете кл В-З типа Х-38М( МА,МК,МЛ и МТ) али и познате тактичке крилате ракете породице Х-59М Овод-М.
- Од нових бомби ту су КАБ-250ЛГ , 500 и 1500ЛГ и ТК ,затим УПАБ-500Б и 1500Б те авио-бомба ПБК-500У 'Дрељ' .[283][284][285][286]
- Сва вазд. УбС било класе В-В или В-З се у трупним спремницима подвешавају на универзалне катапултне носаче типа УВКУ-50У (до 750кг масе) или УВКУ-50Л (до 250кг масе).[256]
- За потребе обуке у употреби у првом реду оптички навођених УбС ( ласерски,ТВ и термовизијски ) користе се контејнерски летни имитатори ваздухопловних УбС,тзв ЛИ АСП .[287]
- Од подвесне контејнерске опреме поред ЛИ АСП  те 101КС-Н ту је још један контејнер са три оптичка уређаја за сада непознате намене.[288]

### Мере за смањење радарског и топлотног одраза те оптичке видљивости
Код Су-57 су примењене неке нове технологије и мере за смањивање одраза у радарском и ИЦ опсегу ЕМ-зрачења . Поред оне спљоштености планера авиона , посебно закошених целопокретних верт. стабилизатора мале укупне површине , ту су посебно дизајнирани и аеродинамички профиласани уводници ваздуха у којима се налазе коаксијално-радијалне ПР (против-радарске) решетке за смањивање РЕРП (Радарске Ефективне Рефлектне Површине) спреда . Композитна оплата планера има другачије рефлектне и резонантне карактеристике од металне. Ветробран као и поклопац кабине имају провидну прекривку унутар силикатног триплекса од  слоја метал оксида  дебљине 70 nm-90 nm. Исто важи и за оптички блок ОЛС-50М кад је у радном положају а који је прекривен слојем Индијум оксида. Једна од мера смањења топлотног одраза јесте и постављање специјалних дифузора хладне ваздушне струје на боковима репне гондоле поред млазница за њихово опструјавање том хладном ваздушном струјом .Произвођач КнААЗ има посебну комору за прекривање оплате авиона специјалним  наноструктурним радио-апсорбујућим материјалима и бојама .  Једна од мера смањења РЕРП је премазивање мотогондола које имају титанијумску оплату спец. високотемпературном адхезионом бојом као код прототитпа бр 511 плави. Поступак је примењен на неким прототиповима друге фазе те серијским авионима.Са новим моторима Производ 30 ,радарски и посебно топлотни одраз ће још више бити смањен. За смањење оптичке видљивости на фону дневног неба примењује се тзв пикселна шема фарбања. ''Пикселна шема даје ефекат замућеног обриса чиме се криве границе контура аеродинамичког облика авиона на фону неба ''  изјаво је једном приликом главни конструктор Су-57 Михаил Стрелец. По изјави главног конструктора Т-50/Су-57  Александра Николајевича Давиденка , РЕРП спреда у ракурсу 30° за центиметарски X-опсег је 0,3 m2-0.5 m2 . РЕРП Су-57 је за 15 пута умањена у односу на РЕРП Су-27 ( 10 m2 ) . То су параметри за конфигурацију  'чист авион' у центиметарском X опсегу са тим да треба имати у виду да Су-57 у стелтној конфигурацији може бити наоуражан са 6 ракета кл В-В нпр у трупним и подкрилним спремницима а што није случај са старијим Су-27.Поред испитивања модела предње секције трупа у тзв беззвучној комори , статички прототип Т-50КНС је 2014.г. испитиван на полигону за те потребе поред Вороњежа. Исто тако у ту сврху је кориштен полигон ЕРИК-1 ( Эталонй радиолокационный измерительный комплекс` )  у оквиру 2 ЦНИИ ВВКО ( 2ги Централни Научно-Истраживачки Институт Војске  Ваздушно-Космичке Одбране ) у области града Твер. За стабилно праћење од стране радара цивилне контроле летења , исто тако и војних , Су-57 може да носи и радарске рефлекторе ( резонаторе ) у виду Лунебергових сочива која се носе на подкрилном носачу.
Варијанте
Су-57 основна верзија која би након званичног увођења у наоружање ВКС могла добити слово С у наставку ( Су-57С од речи стројеви) .Први серијски авиони имају моторе Производ 117(АЛ-41Ф1) а од 2025г се очекује да ће добити посве нове моторе Производ 30 (АЛ-51Ф).
Су-57М је модернизована верзија а чији је демонстратор-прототип са бројем 511 плави ( познат и под надимком Президент) .Разраћен је по Пројекту Мегаполис ( ОКР тј опитно-конструкторска радња ). Су-57М би могао бити у серијској производњи већ од 2025г. Прототип-демонстратор има поред дигиталних електричних команди лета и оптичке команде те дигитални систем електричних извршних склопова за аеродинамичке командно-управљачке површине ( електро-механика )  уместо актуелних хидро-механичких ( хидро-уљни систем ). Ту је и нови панорамски троделни диодни показивач на предњој вертикалној табли у тзв стакленој кабини.Авион се препознаје и по амблему Сухоја са стилизованим Су-57 на вертикалном стабилизатору .Први пробни лет је имао 21 окт 2022 а за командама је био шеф пробних пилота Сухоја Сергеј Богдан . Прототип са бројем 058 је такође Су-57М. Су-57М се сматра прототипом руског ловца 6.технолошке генерације.Поред 3 најважнија ТТЗ-а ( тактичко техничка захтева) за ловце 5 генерације познати као '3С': стелтност,суперманеврибилност и супер-крстарење,за ловца 6 генерације је придодано још једно слово С од речи самосталност.То значи да ловачки борбени авион може да полети, лети те изведе задани борбени задатак и слети без икаквог утицаја пилота ако се налази у његовој кабини.Прототип Су-57М у чијој је кабини седео шеф пробних пилота Сухоја Сергеј Богдан је извео неколико таквих пробних летова.Поред модернизоване авионике која се заснива на новом командном информационо-управљачком систему ИУС-50М са подсистемом Н036ЕВС-М ,те модификованом борбеном високо-интегрисаном и високо-аутоматизованом систему Ш-121М ,за Су-57М се већ испитују посве нови тзв плазмени мотори 6.технолошке генерације. Уједно још од 2018 је на испитивању посве нови тзв квантни тј радио-фотонски радар (радар с РОФАР).
Су-57Е је извозна верзија оличена у демонстратору те верзије на бази статичког  (не летног ) прототипа друге пробне фазе Т-50-7 са бројем 057 плави.Први пут је јавно показан на МАКС 2019. Том приликом поред председника РФ В.В. Путина , Су-57Е и његову стаклену кабину је имао прилику да види турски председник Р. Т. Ердоган. Потом је био изложен на ВТФ Армија 2020 са моделима мотора Производ 30 а онда на МАКС 2021 те на међународном војно-техничком форуму Армија 2022. . На МАКС 2021 је показана кабина Су-57Е (057 плави) која је идентична кабини модернизованог Су-57М (511 плави) . Од 2021.г.  Су-57Е са бројем 057 плави  има праве моторе АЛ-41Ф1.  Задњих неколико година су присутне вести о могућој набавци Су-57Е од стране неких држава но Алжир је избио у први план 2019.г. кад је један извор објавио да је та држава уговорила набавку 14 Су-57Е . Чека се званична потврда тог уговора. Процењује се да би Су-57Е ( чист авион ) могао да кошта 100-120 милиона долара. Су-57Е је нашао свог првог купца на Жухаи Ершоу у НРК који је одржан у периоду 12-17 нов. 2024г. Купац и количина нису јавности познати.   Су-57УБ је предложена двоседа борбена верзија која се разматра за извоз .
Техничке карактеристике
- Посада: један пилот
- Дужина: ~20 m
- Распон крила: ~14 m
- Распон хоризонталних стабилизатора: ~11 m
- Висина: ~5 m
- Површина крила: ~82 m2
- Угао стреле предњег де-/стабилизатора , крила и хор. стабилизатора:  48°
- Угао стреле кореног продужетка крила: 78°
- Маса празног, опремљеног: ~15000 kg
- Маса горива у унутрашњим резервоарима:~12000 kg
- Нормална полетна маса (50% горива и 6 ракета кл В-В у унутрашњим спремницима): ~25000 kg
- Максимална полетна маса ( 100% горива и 12 ракета кл В-В ,6 унутар и 6 споља): ~35000 kg
- Погонска група: 2 TВМ (турбо-вентилаторски мотор)  Сатурн-Љуљка АЛ-41Ф1 ''Производ 117'', са макс статичким потиском при  ( V=0,H=0,t=15 °C)
- На режиму Максимал: 9500 kgs
- На режиму Пуни Форсаж: 15000 kgs
- Маса сувог мотора: ~ 1400 kg
- Нови мотори Производ 30 (АЛ-51Ф) дају макс статички потисак:
- На режиму Максимал: 11000 kgs
- На режиму Пуни Форсаж: 18000 kgs
- Маса сувог мотора: ~ 1300 kg
- Максимална брзина са моторима АЛ-41Ф1: (инструментална) 2600 km/h , (стварна) 2.45M
- Брзина крстарења са моторима АЛ-41Ф1:  M=1.3
- Долет: 4000 km (~ 6500 km са поткрилним резервоарима типа ПТБ-2000 )
- Максимална оперативна висина лета: ~23 km
- Дужина стазе полетања: ~100m-150 m са употребом УВП
- Специфично оптерећење крила
  - При макс. полетној маси: 400 kg/m2
  - При норм. полетној маси: 350 kg/m2
- Однос динамичког потиска и задане масе авиона током полетања и до висине 1 km  (са моторима Производ 117 и Производ 30 )
  - При максималној полетној маси: 1:1
  - При норм полетној маси: 1.4:1
  - При максималној полетној маси: 1.4:1
  - При норм полетној маси: 1.6:1
  - Почетна брзина пењања на H=1 km при норм полетној маси: 380 m/s
- Максимално експлоатационо/летно G-оптерећење: +10G (са пилотом) ,+15G (без пилота) .
- РЕРП (радарска ефективна рефлексна површина) ,спреда у ракурсу 30° ,код озрачивања сигналима X-опсега: 0.5 m2
- Ограничење по нападном углу( дозвучне брзине): без ограничења[344]

## Серијска производња и оперативна употреба
Први серијски авион заводске ознаке Т-50С-1  ( 51ва серија тј сер број 51001  ) ,познат и као предсеријски је био завршен крајем 2019.г .Добио је свој тзв Борт број 01 плави.Нажалост на свом првом пробном фабричком лету услед отказа на КСУ-50 пао је и био потпуно уништен.Пробни пилот КнААЗ Сергеј Горшков је успео да се катапултира.Било је то у преподневним сатима 24ог дец 2019г , само неколико дана пре његовог пријема у састав ВКС . Пошто је авион био у фабричком гарантном року , КнААЗ је имао обавезу да исти замени новим а вредност је тада била 2 милијарде рубљи или око 35 мил $ што и јесте фабричка (производна) цена једног Су-57. Њега је заменио други авион са истим Борт бројем дакле 01 плави ,серијски број 51002 (заводска ознака Т-50С-2) и први је пут полетео 31. октобра 2020 и био предан у ВКС 29.01. 2021.г. (прелет за АБ Ахтубинск извршен 25. дец. 2020 ).Има рег. број RF-81774 . Носи амблем 929 ГЛИЦ МО РФ коме и припада те базира у АБ Ахтубинск од тада . Након ова два уследили су авиони тзв 52. серије са сер бројевима:52201,52302,52303,52304 и 52405,произведени су током 2021г и у првој половни 2022 . Авион са ознаком Т-50С-3 има сер. број 52201, Борт број 01 плави (по трећи пут)  предан је у ВКС крајем 2021. Затим Т-50С-4 ,сер. број 52202 ,Борт број 52 плави и произведен током 2021 предан у ВКС крајем 2021.г. Авион Т-50С-5 има сер број 52303 и Борт број 02 црвени , произведен током 2021,предан у ВКС јан 2022 г.  Т-50С-6 са сер бројем 52304 и има Борт број 52 црвени (рег број му је RF-81775 ) , предан у ВКС јан 2022г.  Затим Т-50С-7 ,сер бр 52405 , Борт број 53 црвени добио рег број RF-81777 а произведен током 2022 предан у ВКС маја 2022.г.Т-50С-8 са сер бројем 52406 и Борт бројем 54 црвени и реф бројем RF-81778 ,предан у ВКС маја 2022г .  Авиони Т-50С-9 ,10,11 и 12 са сер.бројевима 52507,508,509 и 510 су 28ог дец 2022 предани у ВКС. Један од њих има Борт број 02 црвени. Током 2023г испоручена су 4 нова у две партије ,крајем септембра два  и средином октобра два.Један од њих има тзв.Борт број 11 црвени. До краја текуће 2023г биће испоручена још једна партија од два нова Су-57. Дакле до сад је укупно произведено и испоручено 16 серијских од којих је 15 оперативно  у ВКС.Значи током 2021г је ВКС предано 5 а током 2022г 6 серијских Су-57 да би током 2023г било предано више од 10(12) нових Су-57 са тим да су то серијски авиони са моторима прве фазе тј АЛ-41Ф1 ( Производ 117).Од следеће године почиње испорука Су-57 са новим моторима,моторима друге фазе АЛ-51Ф тј Производ 30.
Као прва оперативна јединица ВКС која ће у свом саставу имати Су-57 помиње се 23.ГвИАП у АБ Дзјомги а која се налази непосредно поред КнААЗ. По својој прилици задња 4 испоручена серијска су предани управо тој оперативној јединици ВКС. То је и логично,уосталом тако је и било у случају ловца Су-35С.Први серијски  ( 51 и 52 серија) ће изгледа бити у АБ Ахтубинск у склопу 929 ГЛИЦ МО РФ за потребе даљих војно-техничких испитивања те у АБ Липецк-2 у склопу 4ог ЦБП и ПЛС и за потребе трупних војно-тактичких испитивања у домену разраде тактике борбеног маневрисања и тактике борбене употребе овог новог ловца. У КнААЗ се интензивно ради на проширењу капацитета за потребе серијске производње Су-57. Иако је првобитни план био да до краја 2024 буде произведено 24 авиона то ће се вероватно премашити с обзиром да је крајем 2022. било 11 серијских авиона . Такође се примећују разлике у тзв завршној обради на оплати планера између прототипова и серијских-оперативних авиона ,где су нпр главе вијака код серијских прекривене са нанешеним слојем основне и пиксел-шема боје.
Закључно са септембром 2024г, руским Ваздушно-космичким снагама су испоручена укупно 24 серијски произведена СУ-57. Дана 12 септембра 2024  ВКС-ма су предана 3 нова Су-57. Дана 11 новембра 2024 су предана још два нова Су-57. 23.Гв ИАП у бази Дзјомги је званично постао прва оперативна јединица ВКС у целости попуњен новим ловцима Су-57. Укупно 24 ловца су у наоружању овог пука у две ловачке ескадриле са по 12 авиона.Почетком 2025 године, ВКС има 28 оперативних Су-57 а током 2025,2026 и 2027 се очекује како је и планирано и уговорено, серијска производња преосталих 48 Су-57 али са моторима АЛ-51Ф.

### Рат у Сирији
Су-57 је први пут борбено употребљен још 2018г кад су два прототипа са бројевима 509 и 511 21-23 феб те године били у АБ Хмејмим-Латакија у САР . Извели су тада 10 борбених летова. Они су се у САР појавили  изненадно и без икакве најаве летећи у радио-тишини, у сенци једног путничког авиона. Основни задатак им је био пропратити заједничку ваздухопловну вежбу коју су тих дана у Израелу имали Американци са својим стелт ловцем 5. ген. Ф-22АF-22 Раптор и Израелци са својим стелт ловцем 5. ген. Ф-35И Адир.Наредно појављивање прототипова је било крајем 2018г .Том приликом су Су-57 објекте терориста гађали новим тактичким стелтним крилатим ракетама типа Х-59МК2(презвана у Х-69).

### Рат у Украјини
Ловац Су-57 се користи у оквиру ВКС Русије за време руске специјалне војне операције у Украјини, од самог почетка 24 фебруара 2022. године, ради уништавања пре свега положаја украјинских далекометних радарских система ВОЈИН помоћу нових ПР-ракета типа Х-58УШК-ТП. На тим борбеним задацима је учествовала прва борбена група састављена од прва 4 оперативна ловца Су-57. У фебруару 2024 са неколико нових нисколетећих дозвучних стелт крилатих ракета типа Х-69 гађана је кијевска ТЕ у Трипољу. Дана 26. августа 2024 је оборен први украјински ловац Ф-16АМ а за његово обарање се наводно веже управо Су-57 и нова тешка далекометна хиперзвучна ракета типа Р-97.
Наступи ловца Су-57 у страним државама
У новембру 2024 г.  четврти летни прототип ( прва пробна фаза) Борт број 054 плави и технолошки демонстратор извозне верзије Су-57Е ( Борт број 057 плави) су посетили НРК  као учесници међународног ваздухопловно-космичког сајма Жухаи 2024.Летачки наступ је изводио шеф пробних пилота ОКБ Сухоја пробни пилот Сергеј Богдан на прототипу Т-50-4 а на статици је био прототип Т-50-7. На овој међународној вазд.-космичкој изложби појавио се и први купац Су-57Е.Био је то Алжир а наручена су 24 Су-57Е. Након НРК ,Су-57 тачније прототип Т-50-4 наступа у Индији у фебруару 2025г на Аеро Индија 2025 где је и званично потврђено да је Алжир заиста први купац извозне верзије ознаке Су-57Е. Поједини извори инфо наводе ( у оригиналу алжирски извор тј алжирска државна ТВ) да би првих 6 од наручених 12 Су-57Е могло бити испоручено већ током 2025. На Аеро Индија 2025, Индијцима је чак понуђен трансфер технологија и могућност лиценцне серијске производње Су-57Е.
Страни корисници
Индија
Током 2013 је усаглашено међу уговорним странама да тај нови индијски ловац буде практично двоседа верзија руског ловца Т-50..Tреба поменути један детаљ а који се нажалост десио 10тог јуна 2014 .г.Тада је пред високом војном делегацијом индијског РВ-а   заинтересованом за напредак заједничког програма FGFA ,летни прототип прве пробне фазе са бројем 055 доживео катастрофу на аеродрому Жуковски,пожаром десног мотора који се пренео на скоро цели авион.На срећу пробни пилот Сухоја Роман Кондратјев је безбедно напустио авион.Но тај догађај као да је запечатио и оверио даљу судбину заједничког индијско-руског програма развоја вишенаменског ловца 5. генерације за индијско РВ. Дана 20. априла 2018 г индијско РВ званично објављује вест да се повлачи из овог заједничког програма за новог ловца 5те ген за своје РВ . Међутим крајем 2021.г. стигле су вести да Индија само одлаже одустајање до момента увођења Су-57 у наоружање ВКС . Током међународне ваздухоппловне изложбе Аеро Индија 2025 ,Руси су Индији понудили да по лиценци уз одговарајући трансфер технологија производи Су-57Е у погонима домаће фирме HAL.
Алжир
Алжирско РВ је званично прво РВ у свету које ће имати прилику да користи Су-57Е као извозну верзију  у ВКС серијскoг-оперативног Су-57.Постоје најаве да би већ током 2025 могло бити испоручено првих 6 од наручених 12 ловаца Су-57Е.